# کارپنیسی
کارپنیسی (به لاتین: Karpenisi) یک شهرک در یونان است که در کارپنیسی واقع شده‌است.